# 小しょうが

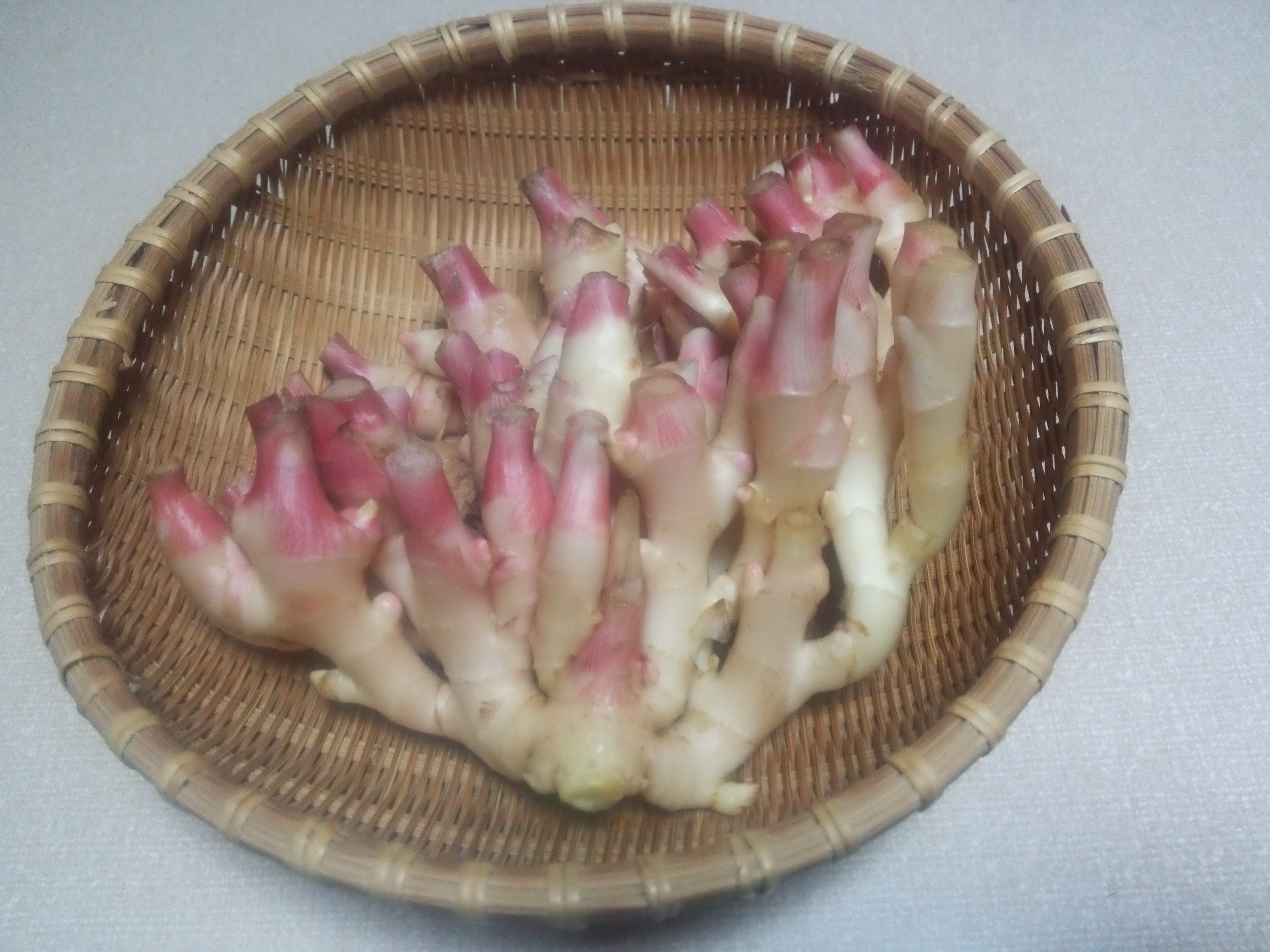
大和伝統野菜「小しょうが」

小しょうが（こしょうが）は奈良県で生産されるショウガ科の多年草で、奈良県在来のショウガの品種である。ショウガは大きく、大ショウガ、中ショウガ、小ショウガに分けられる。小ショウガにはさらに「谷中」「金時」などの細かい品種があるが、それらとは別の奈良県内の在来種が「小しょうが」の名で、奈良県により伝統野菜の一つとして「大和野菜」に認定されている。

## 歴史
ショウガは古名を「はじかみ」と言い、同じく「はじかみ」と呼ばれたサンショウと区別するため「くれのはじかみ」「くさはじかみ」とも呼ばれた。
古事記に記される神武天皇の御製「みつみつし 久米の子らが 垣本に 植ゑしはじかみ 口ひびく 我は忘れじ 撃ちてしやまむ」の「はじかみ」をショウガであるとする説もあるが、一般的にはサンショウであるとされる。
日本には揚子江流域の呉国から伝わったとされ、魏志倭人伝に「有薑・橘・椒・蘘荷、不知以爲滋味。（ショウガ・タチバナ・サンショウ・ミョウガがあるが、おいしいのを知らない）」と、倭国にショウガがあったことが記されているので、伝来は3世紀以前と考えられる。寒さに強く、早生で、貯蔵しやすい小ショウガあるいは中ショウガだったと考えられている。
藤原宮跡、平城京跡から「薑根」「干薑」「薑」「生薑」「種薑」と記された複数の木簡が出土していることから、遅くとも7世紀末には食用や生薬としてショウガの栽培が盛んになっていたことが分かる。また正倉院文書にも、750年（天平勝宝2年）を初めとして、多数の「薑」「生薑」「漬薑」等の記録がある。
江戸中期に大ショウガが日本に伝来し、明治期に各地で普及すると、小ショウガは関東や東海など一部地域のみに残った。
奈良県内では、奈良市、平群町、高市郡などの砂質土壌の地域に昭和初期までショウガの産地があった。『大和国町村誌集』には、1881-82年（明治14-15年）頃の記録として、平群郡明治村福貴（現生駒郡平群町福貴）の物産として「生姜」の記載がある。
2005年（平成17年）10月5日、奈良市で栽培される「五ヶ谷ショウガ」とも呼ばれる在来種など、奈良県内で代々作り継がれてきた「小しょうが」が「大和の伝統野菜」として「大和野菜」に認定された。

## 特徴
- 大しょうがに比べて小ぶりで、薄いピンク色、ピリッとした辛味が強く、しっかりとした香りがあり、繊細な繊維質の食感がある。
- 新生姜として収穫される旬は、お盆過ぎの8月中旬から9月中旬頃となる。

## 産地

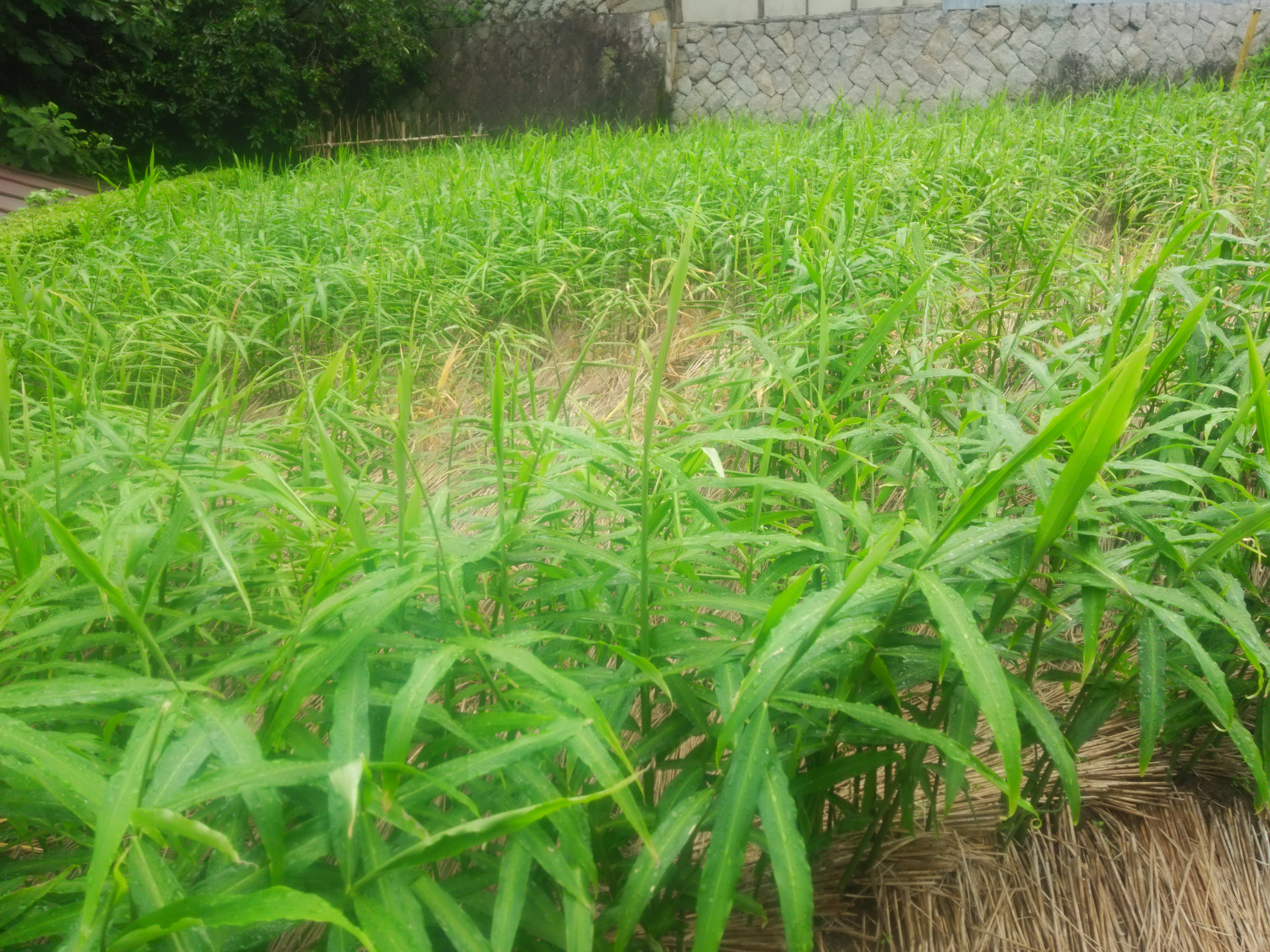
五ヶ谷地区の小しょうが畑

奈良市を主産地として栽培されている。

## 利用法
甘酢漬け、紅しょうが、奈良漬、佃煮、生姜湯などに利用される。また、柔らかく筋がないので生のまま味噌を付けて食べることもできる。ワサビ、サンショウ、ミョウガなどとともに日本の食文化に欠くことのできない香辛料である。
「生姜の佃煮」は、高市郡明日香村で受け継がれてきた郷土料理である。
「ジンゲロン」「ショウガオール」という特有の辛味成分は身体を温める効果があり、生薬としても利用されてきた。

## その他
小しょうがとは限らないが、奈良県には次のようなショウガにちなむ話がある。
- ショウガは元来多年生植物だが、日本では冬に地上部が枯れ、根茎が腐って越冬できないため、霜の降りる前に掘り取って土中に保存し、それを種ショウガとして翌春に植え付ける。奈良県の山間部では横穴を、平坦部では縦穴を掘って保存している。1970年（昭和45年）春、明日香村の村人がショウガを貯蔵しようと穴を掘ったところ、凝灰岩の四角い切石を見つけたことがきっかけとなって、高松塚古墳が発見された[6]。
- 奈良県は、大阪府、和歌山県と並んで「紅しょうがの天ぷら」を食べる人が最も多い地域の一つである[7]。